# Charles Owens (Saxophonist, 1939)
Charles M. Owens (* 4. Mai 1939 in Phoenix, Arizona) ist ein US-amerikanischer Jazzmusiker (Englisch-Horn, Oboe, Fagott, Klarinette, Saxophone) und Musikpädagoge. Er ist auch als Charles M. Brown bekannt.
Owens spielte in den Bands von Buddy Rich, Mongo Santamaría, Bobby Bryant, Henry Franklin, Patrice Rushen, Gerald Wilson, James Newton (Water Mystery, 1985), John Carter, Horace Tapscott, Frank Zappa (1972), im Duke Ellington Orchestra und im Clayton/Hamilton Jazz Orchestra. Als Sessionmusiker wirkte er bei Aufnahmen von Marvin Gaye, Dave Grusin, Eddie Harris, Gladys Knight und Barbra Streisand mit. 1978 erschien bei Discovery Records sein Debütalbum The Two Quartets (u. a. mit Teddy Saunders, John Heard und Alex Acuña); 1980 folgte das Album New York Art Ensemble Plays the Music of Harry Warren, an dem Ray Brown, George Cables und Roy McCurdy mitwirkten. Als Musikpädagoge hielt er lange Jahre Privatunterricht und gründete mit James Newton, Red Callender und John Carter 1981 das Wind College; er arbeitete außerdem im Jazz in Schools-Programm der Los Angeles Jazz Society.
Charles Owens ist nicht mit dem gleichnamigen, 1972 geborenen Saxophonisten Charles Owens zu verwechseln.

## Diskographische Hinweise
- Charles Owens' Mother Lode: I Stand Alone (Vault, 1971), mit Dwight Dickerson, Paul Smith, Bobby Thompson, William Jeffery
- The Two Quartets (Discovery Records, 1978), mit Dwight Dickerson, Ted Saunders, Louie Spears, John Heard, Alex Acuna, Carl Burnett
- Charles Owens New York Art Ensemble Plays the „Music of Harry Warren“ Volume 1 (Discovery, 1980)